# Schloss Rain (Lech)

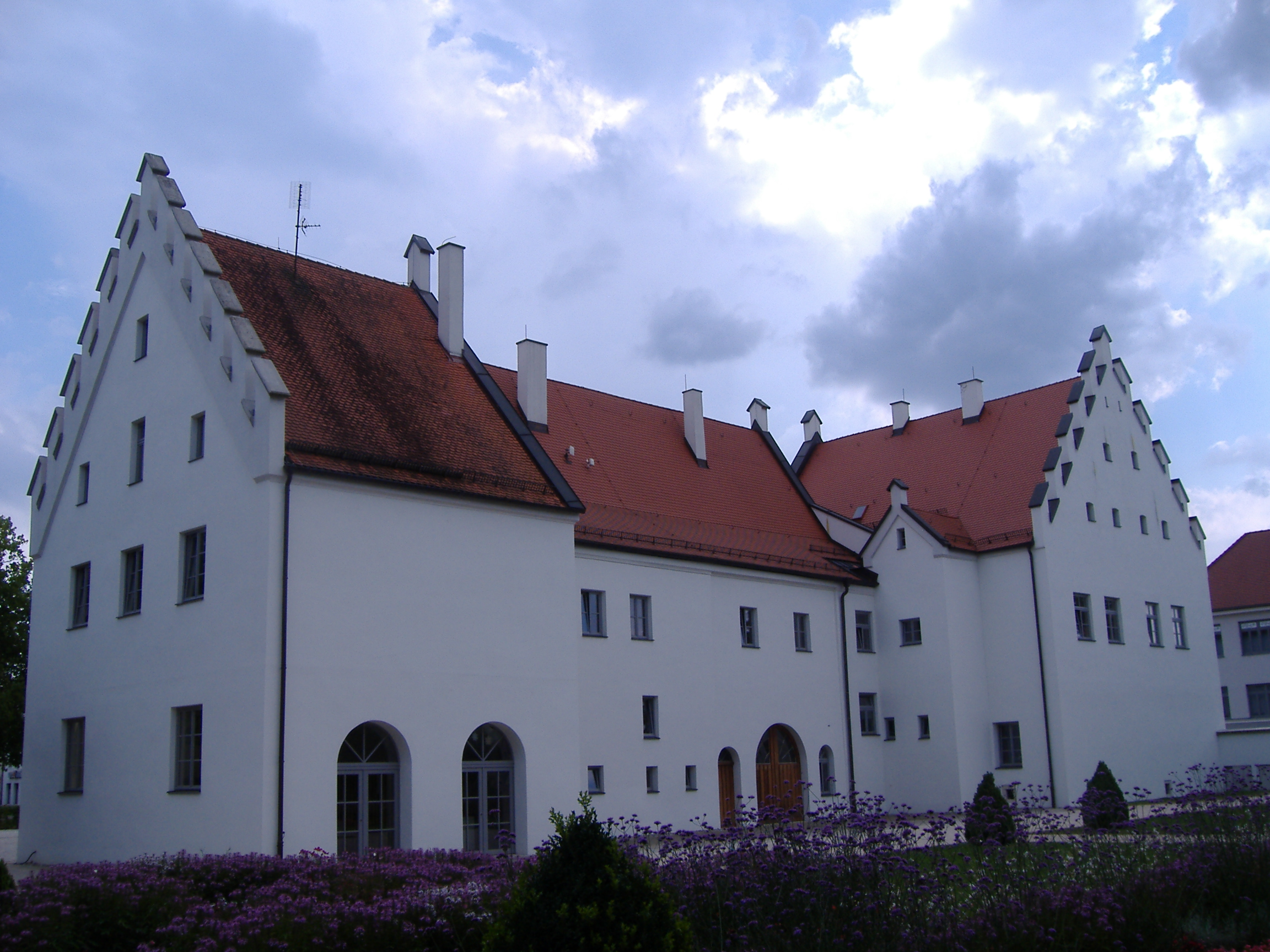
Ansicht vom Schlossgarten

Das Schloss der Stadt Rain im Landkreis Donau-Ries liegt im Norden der Altstadt von Rain. Es gliedert sich in das Alte Schloss und das Neue Schloss. Das Gebäude ist ein geschütztes Baudenkmal.

## Geschichte
Das Schloss entstand zwischen 1392 und 1421 unter den Wittelsbacher Herzögen Stephan III. und Ludwig VII. Mit dem Tod Ludwigs endete das Herzogtum Bayern-Ingolstadt. Ursprünglich war das Gebäude eine Dreiflügelanlage umgeben von einem Wassergraben. Nach Norden und Osten war das Schloss durch die Schlossbastei sowie die Stadtmauer gesichert. Der einzige Zugang war über eine Zugbrücke an der Südseite des Schlosses möglich. 1890 wurde der Ostflügel abgebrochen und 1960 wurden die Wassergräben aufgefüllt.
Die bayerischen Herzöge bzw. Kurfürsten bewohnten das Schloss kaum. Es war hauptsächlich Sitz des Pflegers und Richters. 1713 wurden im rückwärtsgelegenen Schlosshof vermeintliche Hexen nach qualvoller Folter enthauptet und verbrannt. Während des Spanischen Erbfolgekriegs diente das Schloss als Reiterkaserne. Vom 18. Jahrhundert bis 30. Juni 1932 diente es dem Landgericht Rain beziehungsweise ab Oktober 1879 (Neuorganisation durch das Gerichtsverfassungsgesetz) dem Amtsgericht Rain als Sitz.
In der Zeit des Nationalsozialismus traf sich der Bund Deutscher Mädel in Räumen des Gebäudes. Nach 1945 lebten darin vorübergehend heimatvertriebene Familien und bis in den 1970er Jahren waren Mädchen- und Knabenklassen untergebracht. Die ersten Klassen der 1970 gegründeten Staatlichen Realschule Rain wurden im Schloss unterrichtet (Schulgebäude 1972 bezogen).
Heute beherbergt das 2008 aufwändig renovierte Gebäude verschiedene Vereine und den Kultursaal der Stadt Rain.

## Baubeschreibung
Das Schloss wurde im Lauf der Jahrhunderte mehrmals umgebaut und wesentlich verändert. Heute präsentiert es sich als dreigliedrige Einflügelanlage. Der Westteil des Schlosses besteht aus einem hohen Giebelbau mit Erker und Zinnengiebel. Der Mittelteil steht quer und besitzt ein rundbogiges Tor. Das einstige Alte Schloss ist heute der wesentlich verkleinerte Osttrakt, der neu aufgebaut wurde. Er ist mit einem Zinnengiebel versehen.

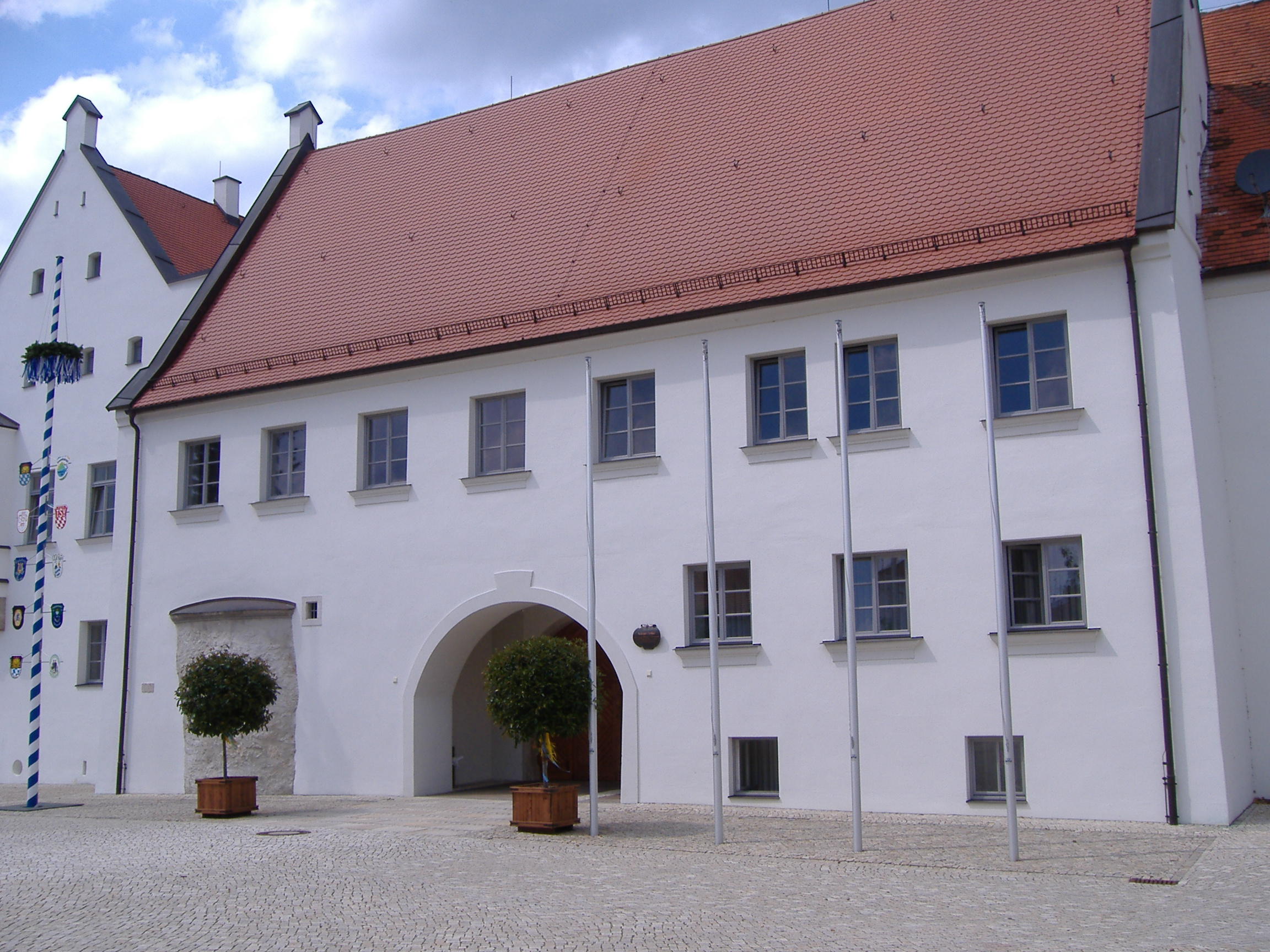
Mitteltrakt des Schlosses
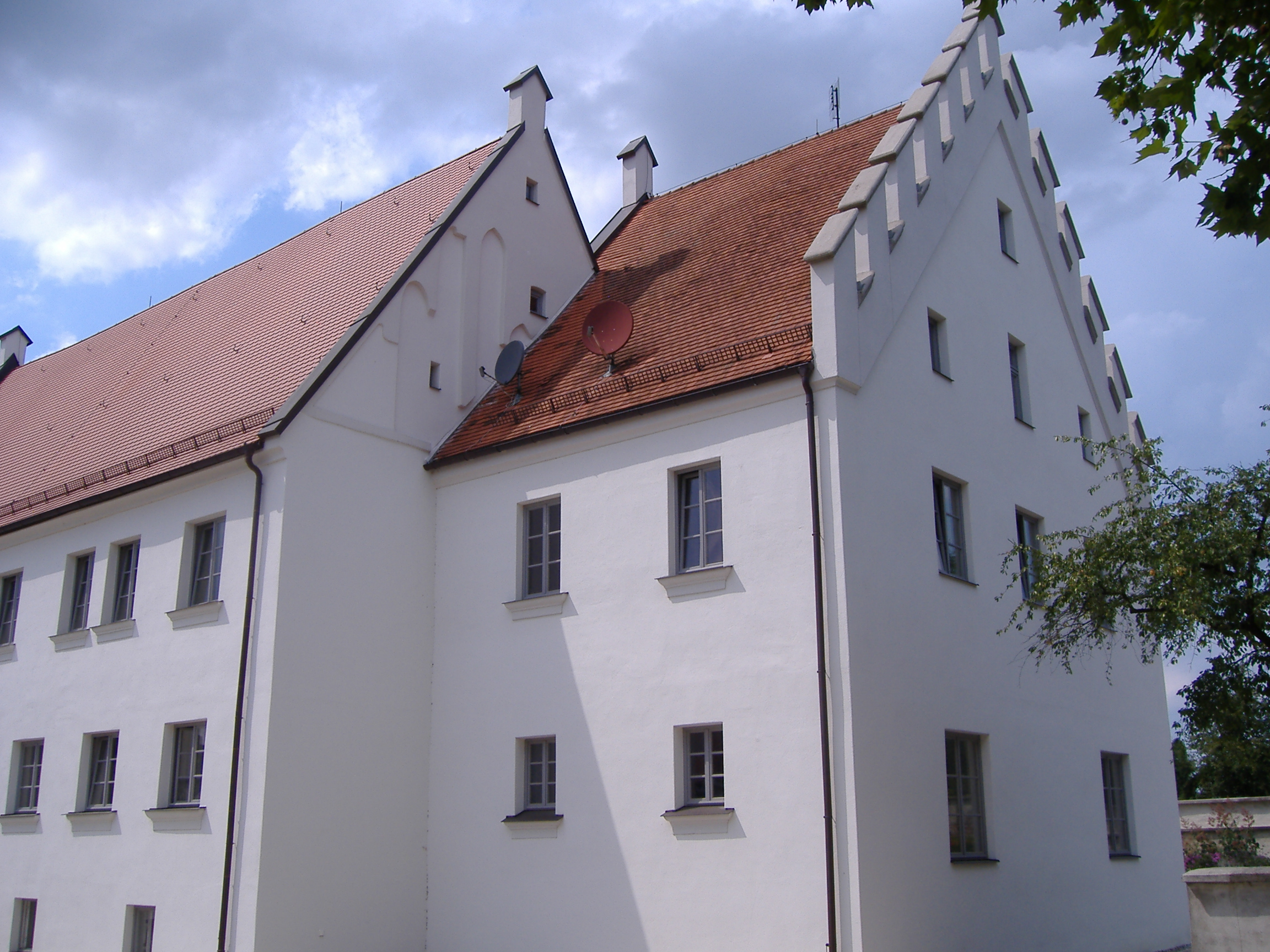
Ostflügel des Schlosses
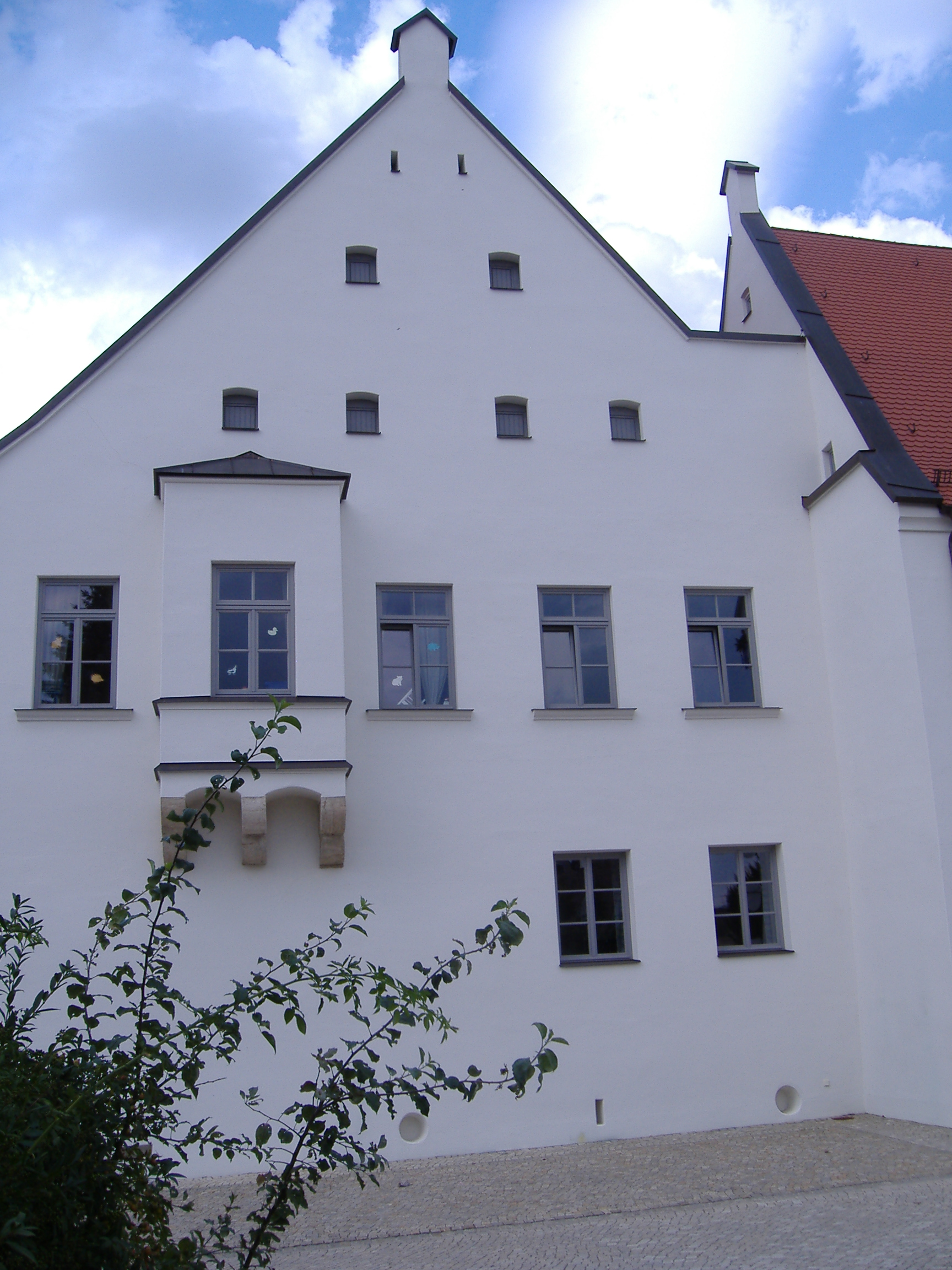
Westflügel des Schlosses